# Olympiastadion London

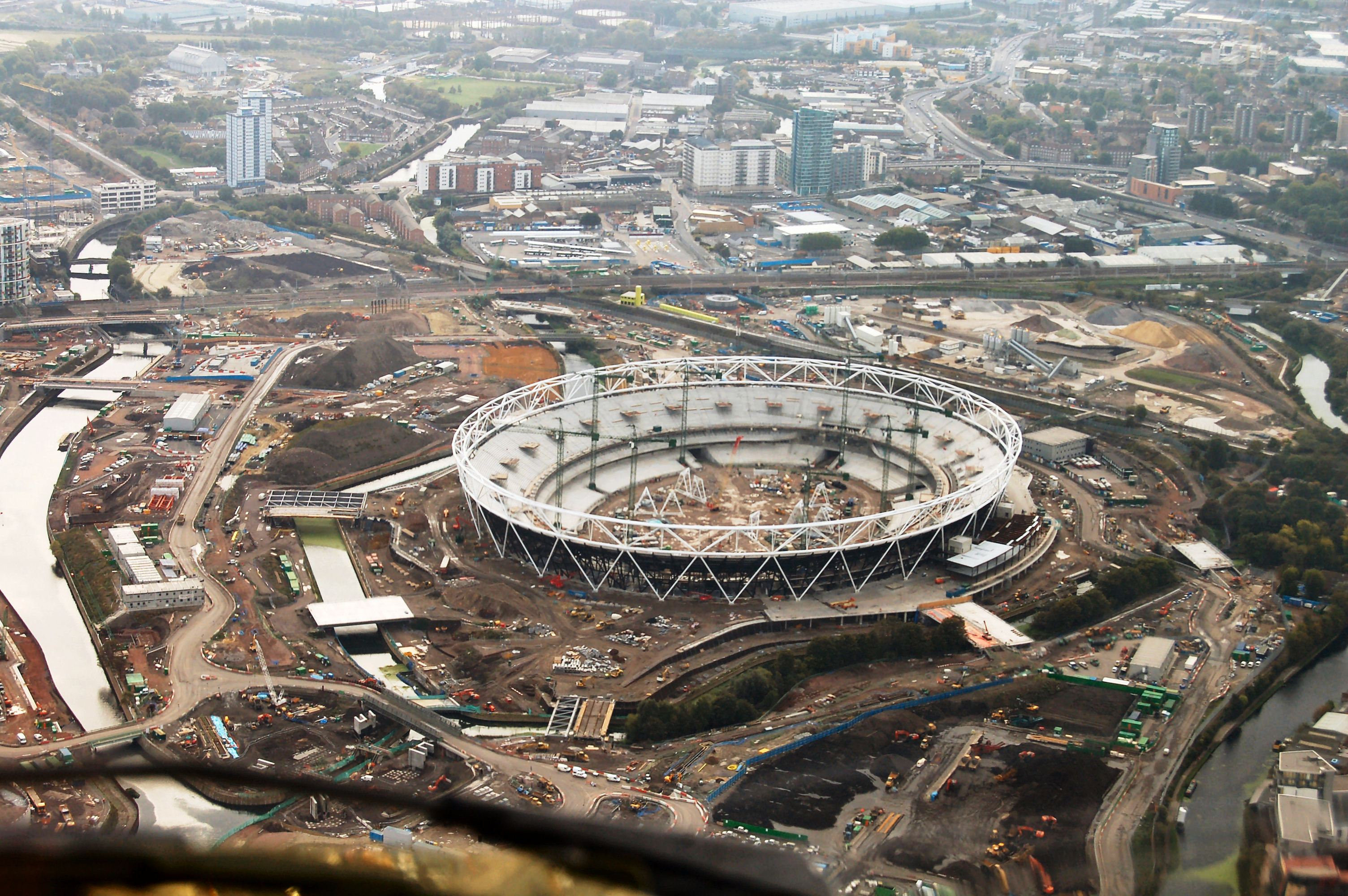
Die Baustelle des Stadions im Oktober 2009

Das Olympiastadion (englisch Olympic Stadium) in London war die Veranstaltungsstätte für die Leichtathletikwettbewerbe sowie für die Eröffnungs- und Abschlussfeier der Olympischen Spiele 2012 und der Paralympics 2012. Nach einem Umbau von 2013 bis 2016, mit dem auch eine Reduzierung der Kapazität von 80.000 auf 60.000 Zuschauer einherging, wird es heute hauptsächlich als Fußballstadion mit Leichtathletikanlage genutzt.
Das Olympiastadion entstand in den Jahren 2008 bis 2011 im neuen Olympiapark (heute offiziell: Queen Elizabeth Olympic Park) an der Marshgate Lane im Stadtteil Stratford neben dem River Lea. Seit der Premier-League-Saison 2016/17 ist das Stadion die neue Heimstätte des Fußballvereins West Ham United, der ursprünglich im Stadion Upton Park (Boleyn Ground) an der Green Street beheimatet war. Das Stadion war außerdem Austragungsort der Leichtathletik-Weltmeisterschaften 2017 sowie der Leichtathletik-Weltmeisterschaften der Behinderten 2017.
Das Olympiastadion trägt in der Nachnutzung den Namen London Stadium. Es wird ein Namenssponsor für das Stadion gesucht.

## Projekt und Bauarbeiten
Nachdem London bei der 117. IOC-Session am 6. Juli 2005 den Zuschlag als Austragungsort für die Olympischen Sommerspiele 2012 und die Sommer-Paralympics 2012 erhalten hatte, wurde am 7. November 2007 das Stadiondesign des zukünftigen Olympiastadions vorgestellt. Nach den Planungen des Organisationskomitee LOCOG sollte es 80.000 Sitzplätze bieten und Austragungsort der Eröffnungs- und Schlussfeier sowie der Leichtathletik-Wettbewerbe sein. Nach Beendigung der Spiele sollte es laut der ursprünglichen Pläne in ein reines Leichtathletikstadion mit 25.000 Sitzplätzen und ein sportmedizinisches Zentrum umgewandelt werden.
Die Bauarbeiten begannen im Mai 2008. Bis Juni 2009 wurde die Leichtathletikanlage aus dem weichen Lehmboden herausgegraben, umgeben von einer „Schüssel“ aus Beton mit den 25.000 permanenten Sitzplätzen. Anschließend begann der Aufbau der temporären und wieder entfernbaren Tribünen aus Leichtstahl und -beton, auf denen sich die weiteren 55.000 Sitzplätze befinden. Neben dem Dach ist auch die aus 336 einzelnen Paneelen bestehende Fassade des Stadions aus ultraleichtem Polymer gefertigt. Am 29. März 2011 wurde der Bau des Olympiastadions mit dem Verlegen des letzten Stücks Rasen durch den ehemaligen Sprinter Frankie Fredericks und den Mittelstreckler Sebastian Coe abgeschlossen. Die Kunststoffbahn für die Leichtathletik-Wettbewerbe wurde erst später im Jahr verlegt, sie wäre sonst bei den Arbeiten von den Baumaschinen beschädigt worden. Die Laufbahn besitzt neun Bahnen, von denen aber bei den meisten Wettbewerben nur acht genutzt werden. Insgesamt kostete die Errichtung des Stadions 486 Millionen £.
Am 5. Mai 2012 wurde vier Jahre nach dem Baubeginn und 2012 Stunden vor Beginn der Olympischen Spiele das Stadion vor etwa 40.000 Zuschauern eingeweiht. Während der mehrstündigen Veranstaltung drückten der Präsident des Organisationskomitees Sebastian Coe und die neunjährige Niamh Clarke-Willis, die in der Nähe des Olympiaparks wohnt, auf den Knopf und hunderte weiße Luftballons stiegen auf.
Das US-amerikanische Chemieunternehmen Dow Chemical warb bis zum 26. Juni 2012 auf der Außenhaut des Stadions, die aus Polyester und Polyethylen hergestellt wurde.

## Nachnutzung
Bereits am 30. September 2010 bewarb sich der Fußballverein West Ham United als späterer Nutzer des Stadions. Er plante, das Stadion von 80.000 auf 60.000 Plätze zu reduzieren. Die Leichtathletikanlage sollte aber wegen der Leichtathletik-Weltmeisterschaften 2017 erhalten bleiben. Der Verein war auf der Suche nach einer neuen Spielstätte, da auf dem Gelände seines bisherigen Stadions Upton Park ein Wohngebiet und Einkaufszentrum gebaut werden sollten. Auch der Verein Tottenham Hotspur zeigte Interesse am Olympiastadion. Die endgültige Entscheidung des LOCOG war für den 11. Februar 2011 vorgesehen, doch bereits einen Tag früher sickerte durch, dass West Ham United den Zuschlag erhalten würde.
Am 11. Oktober 2011 erklärte die Olympic Park Legacy Company (OPLC) den Deal mit West Ham United jedoch für gescheitert, womit das Stadion nach den Olympischen Spielen zunächst in den öffentlichen Besitz übergehen sollte. Zuvor war bekannt geworden, dass Tottenham Hotspur nach dem Zuspruch an West Ham United Klage erhoben hatte, in der Korruption vorgeworfen wurde.
Im Dezember 2011 wurde die Nachnutzung neu ausgeschrieben. Auf diese Ausschreibung hin bewarben sich insgesamt 16 Interessenten bei der zuständigen Olympic Park Legacy Company (OPLC). Unter den Interessenten war erneut auch West Ham United. Tottenham Hotspur dagegen war an einer erneuten Bewerbung nicht mehr interessiert; der Verein forcierte bereits eigene Stadionneubaupläne. Der offizielle Bewerbungsprozess begann am 23. März 2012. Von den 16 Interessenten kamen vier in die Endauswahl. Neben West Ham United, Leyton Orient und dem UCFB College of Football Business, einer Schule für Fußball-Management, war auch die Einbindung des Stadions in ein Formel-1-Rennen in London im Gespräch.
Am 24. Januar 2013 wurde bekannt gegeben, dass das Londoner Diamond-League-Meeting Aviva London Grand Prix 2013 im Olympiastadion stattfinden sollte. Als Grund für die Verlegung des Meetings vom Crystal Palace National Sports Centre in das Olympiastadion wurde das einjährige Jubiläum der Olympischen Spiele in London angeführt. Daran anschließend sollte am 28. Juli auch ein Wettkampf für Sportler mit Behinderung ausgerichtet werden.
Am 22. März 2013 gab West Ham United schließlich bekannt, dass das Olympiastadion ab der Saison 2016/17 die neue Spielstätte des Klubs sein werde.
Mitte August 2013 begannen die Umbauarbeiten im Hinblick auf die Rugby-Union-Weltmeisterschaft 2015, wozu unter anderem eine Überdachung gehörte, die die gesamten Zuschauerplätze abdeckt und der späteren Nutzung für Fußball, weitere Sportveranstaltungen und Konzerte zugutekam. Des Weiteren wurde der Unterrang durch mobile Tribünen ersetzt, damit die Zuschauer bei Fußballspielen dichter am Spielfeldrand sitzen können. Nach der Rugby-WM wurden weitere Baumaßnahmen für den zukünftigen Hauptnutzer West Ham United durchgeführt. Deren bisheriges Stadion Upton Park wurde ab September 2016 abgerissen und machte Platz für 14 Wohnblöcke mit 838 Wohnungen.
Im Februar 2015 wurde Vinci Stadium, eine Tochter des französischen Baukonzerns Vinci, neue Betreibergesellschaft des Olympiastadions. Der Vertrag mit der London Legacy Development Corporation (LLDC) und dem Newham Council läuft über 25 Jahre. Neben den Partien von West Ham United sollen Leichtathletik- und Showveranstaltungen stattfinden.
Der Nutzungsvertrag von West Ham United für das Stadion hat eine Laufzeit von 99 Jahren. Jährlich zahlt der Verein 2,2 Mio. Euro Miete. Das erste Spiel von West Ham United im Stadion nach dem 272 Mio. Pfund (rd. 350 Mio. Euro) teuren Umbau wurde am 4. August 2016 ausgetragen. Im Rückspiel der 3. Qualifikationsrunde der UEFA Europa League 2016/17 trafen die Hammers auf den slowenischen Verein NK Domžale und siegten vor 53.914 Zuschauern mit 3:0. Das offizielle Eröffnungsspiel wurde wenige Tage später am 7. August vor 53.966 Besuchern ausgetragen. Der Gegner bei der Einweihung war der italienische Rekordmeister Juventus Turin, der das Spiel mit 3:2 für sich entschied.
Nachdem während der ersten beiden Spiele viele Zuschauer an ihren Sitzplätzen standen, hat die London Stadium Safety Advisory Group aus Sicherheitsgründen vorerst die Senkung der Zuschauerkapazität auf 57.000 angeordnet. Sollte sich die Situation nicht ändern, wird die Reduzierung der Plätze bestehen bleiben. West Ham United bat seine Fans daraufhin per E-Mail, in Zukunft nicht mehr dauerhaft an ihren Sitzplätzen zu stehen. Seine Premiere in der Premier League erlebte die Spielstätte am 21. August 2016 mit der Begegnung West Ham United gegen den AFC Bournemouth (1:0).
Wie im November 2016 bekannt wurde, war der Umbau des Olympiastadions in ein Fußballstadion deutlich teurer als zunächst angenommen. Nach den neuen Zahlen kostete die Umwandlung 323 Mio. Pfund, was eine Kostensteigerung von 51 Mio. Pfund ist. Insgesamt kostete die Veranstaltungsstätte mit Bau und Umbau über 800 Mio. Pfund (über 950 Mio. Euro). 2013 ging man noch von 154 Mio. Pfund aus. Danach erhöhten sich drei Mal die Kosten bis auf 272 Mio. Pfund.
Am 8. Mai 2018 gab die Major League Baseball bekannt, dass die Boston Red Sox am 29. und 30. Juni 2019 zwei ihrer Heimspiele der Saison gegen die New York Yankees im London Stadium austragen. Damit werden erstmals Spiele der MLB in Europa stattfinden. In der Saison 2020 sollte die MLB London Series mit den Chicago Cubs und den St. Louis Cardinals fortgesetzt werden. Für die Partien 2019 lief seit dem 6. Juni der Umbau des Innenraums mit über 13.000 Quadratmeter Kunstrasen aus Frankreich. Der Lehm für den Pitcher’s Mound und die Home Plate Area sowie 345 Tonnen Erde für das Infield wurden per Schiff aus den USA herbeigeschafft. Der Rückbau sollte fünf Tage dauern. Zu den zwei Spielen 2019 kamen 120.000 Zuschauer. Nach der erfolgreichen Premiere wollte die Liga 2020 in die englische Hauptstadt zurückkehren, dies verhinderte die COVID-19-Pandemie und die Spiele der Cubs gegen die Cardinals mussten abgesagt werden. Am 9. Mai 2022 gaben Bürgermeister Sadiq Khan und der MLB-Commissioner Rob Manfred bekannt, dass die Stadt London und die MLB einen mehrjährigen Vertrag über Veranstaltungen der Major League Baseball in London, insbesondere fünf Spiele der Regular Season im London Stadium 2023, 2024 und 2026, abgeschlossen haben.

## Galerie

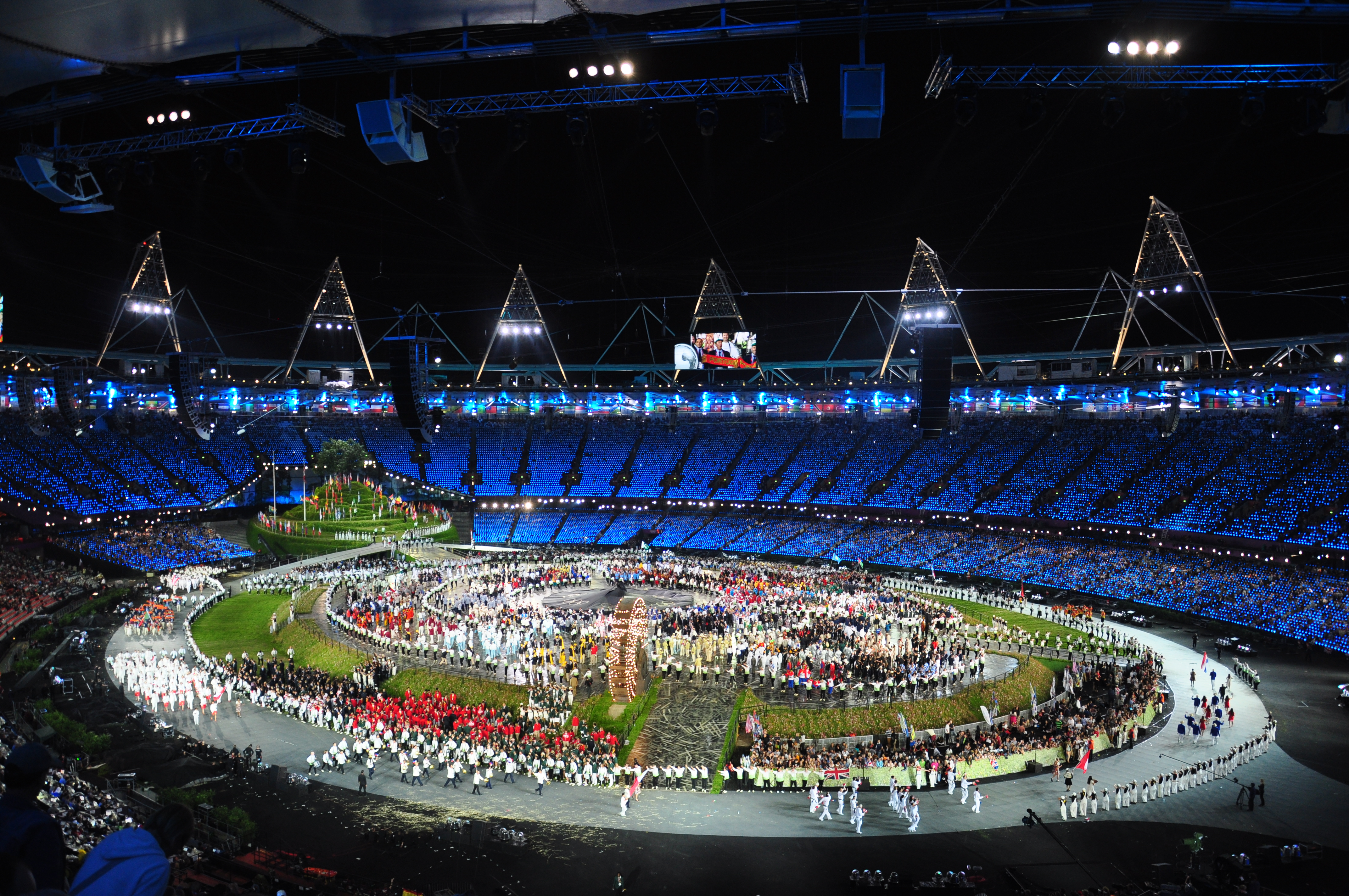
Einmarsch der Nationen bei der Eröffnungsfeier der Spiele am 27. Juli 2012
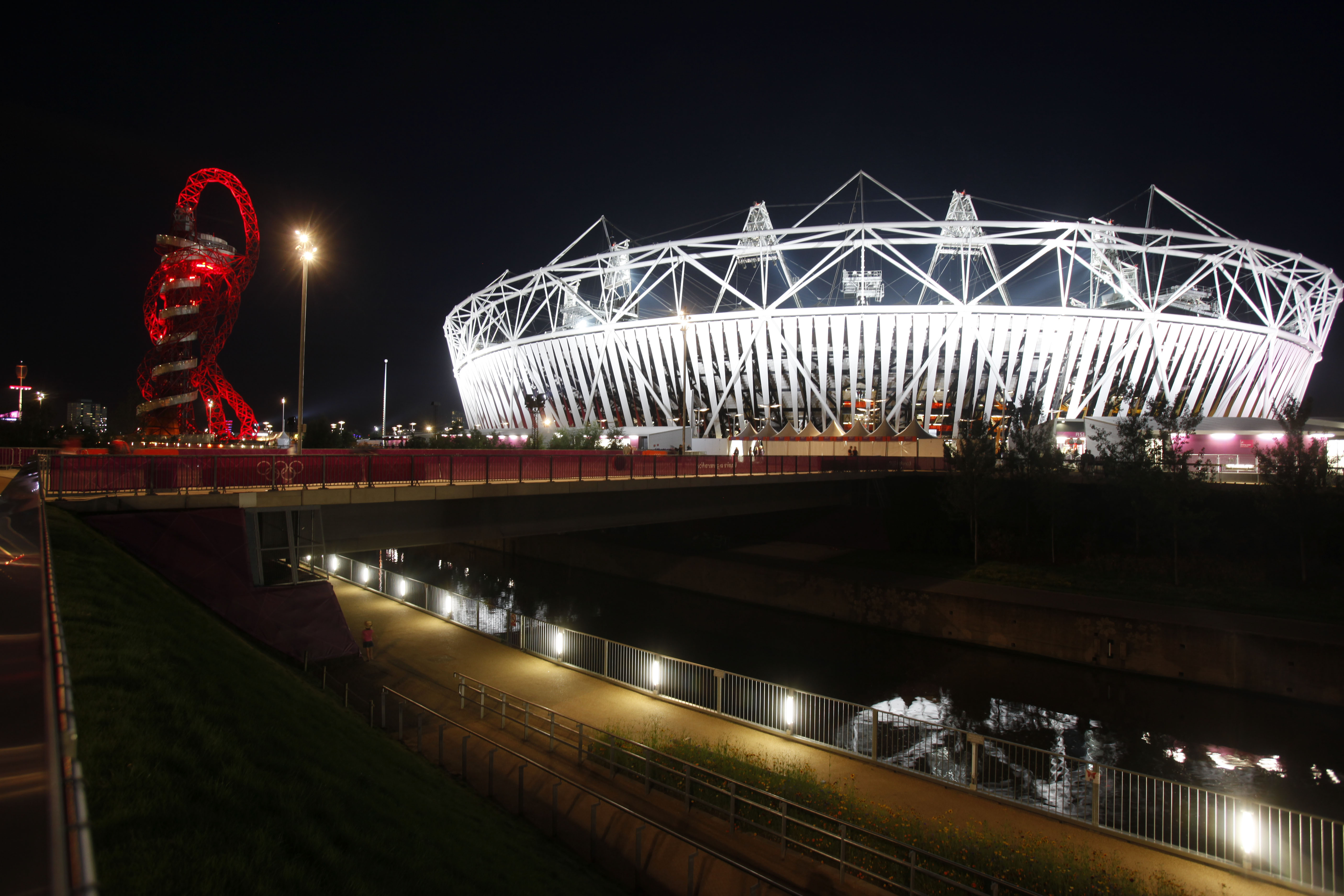
Das Olympiastadion bei Nacht (5. August 2012)
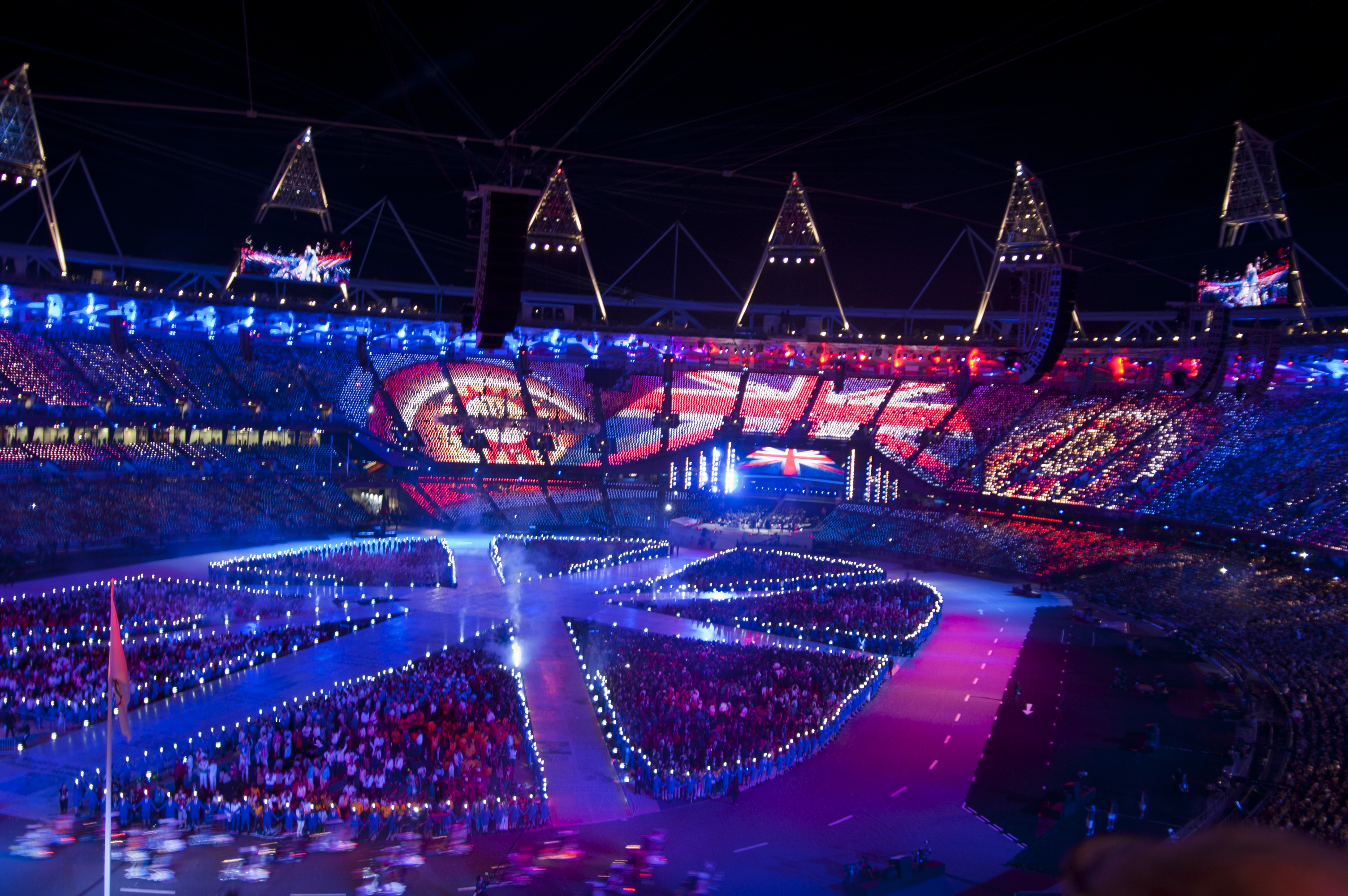
Das Olympiastadion während der Schlussfeier am 12. August 2012
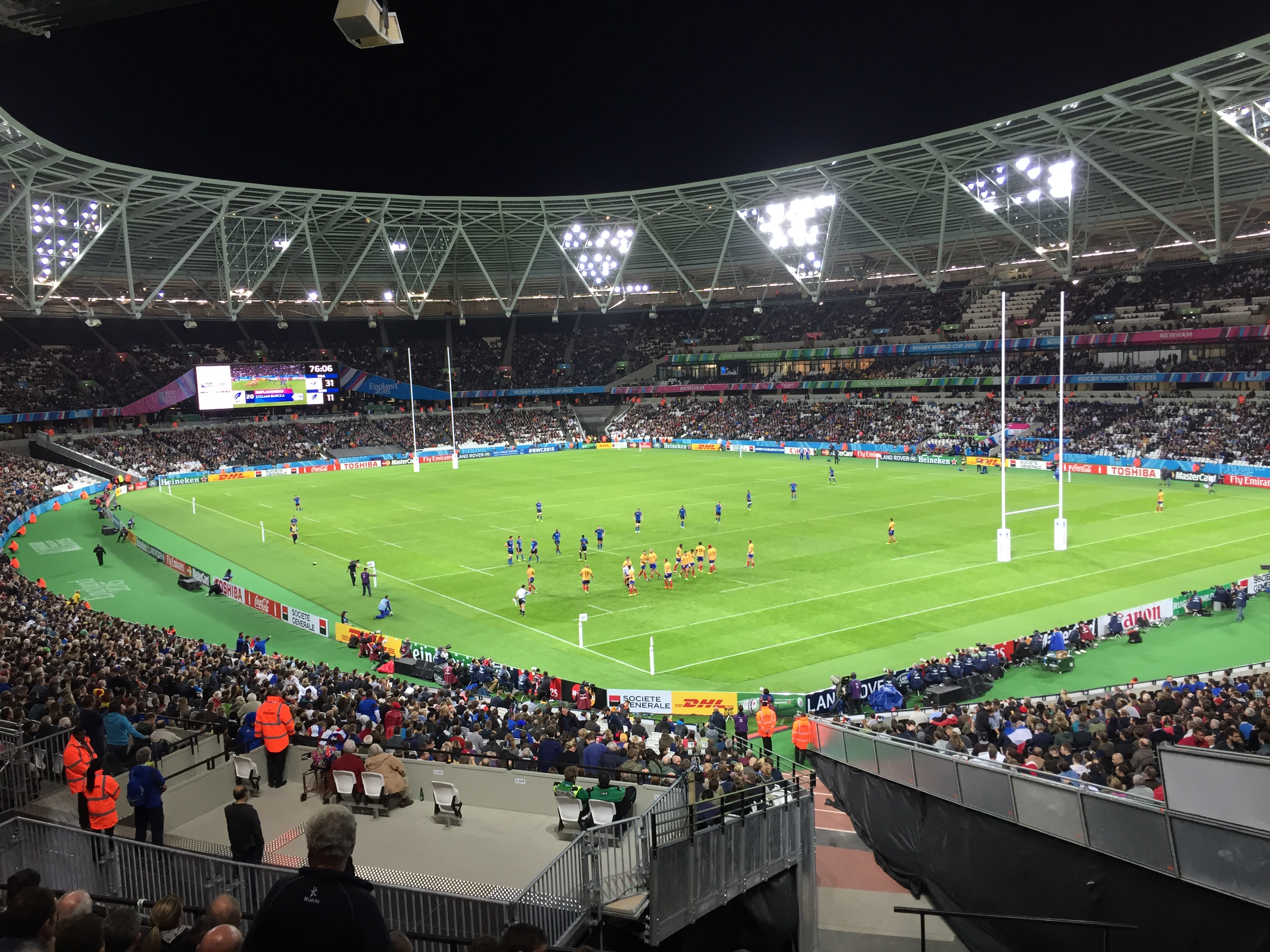
Das Stadion bei der Partie Frankreich gegen Rumänien am 23. September 2015 während der Rugby-Union-Weltmeisterschaft
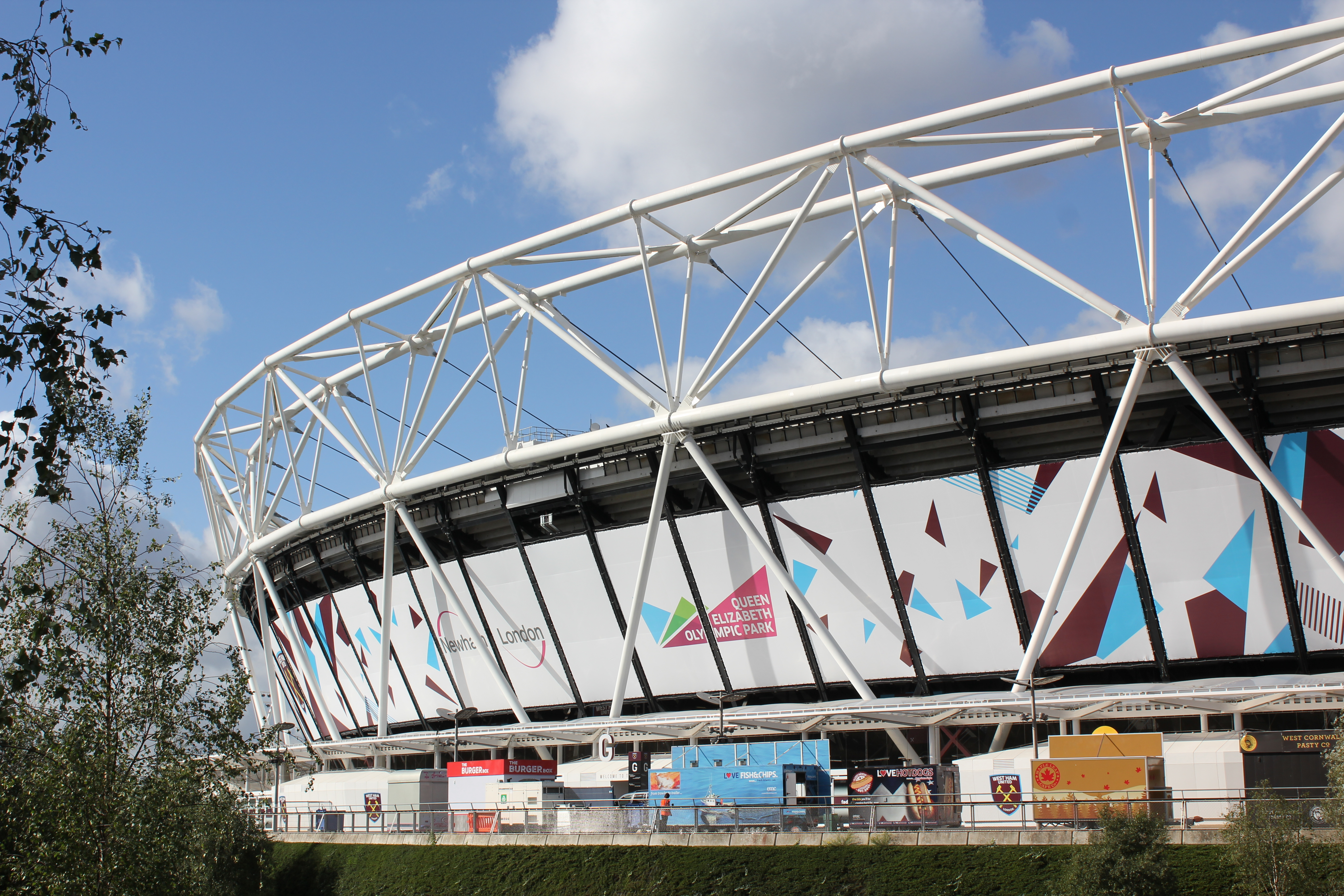
Außenansicht des Stadions nach dem Umbau im September 2016